# Dryopteris impressa
Dryopteris impressa là một loài thực vật có mạch trong họ Dryopteridaceae. Loài này được (Desv.) Posth. miêu tả khoa học đầu tiên năm 1937.